# Brian Greene
Brian Randolph Greene (9 de febrero de 1963) es un físico teórico, matemático y teórico de cuerdas estadounidense. Es profesor en la Universidad de Columbia desde 1996 y presidente cofundador del World Science Festival desde 2008. Greene ha trabajado en simetría especular, relacionando dos variedades Calabi-Yau diferentes.
Greene se ha hecho conocido gracias a sus libros divulgativos, El Universo Elegante, Icarus at the Edge of Time, El Tejido del Cosmos, La realidad oculta y programas especiales en la televisión pública estadounidense PBS y en la serie de NatGeo Más allá del  cosmos y El tejido del cosmos. También apareció en el vigésimo episodio de la cuarta temporada de The Big Bang Theory, así como en las películas Frequency y The Last Mimzy. Es miembro actualmente de la junta de patrocinadores del Bulletin of the Atomic Scientists.

## Vida
Brian Greene es profesor en la Universidad de Columbia desde 1996. Greene fue un prodigio de las matemáticas. A la temprana edad de 5 años ya era capaz de multiplicar cifras de 30 dígitos[cita requerida]. Su nivel en matemáticas era tan alto, que a los 12 años recibió clases de un profesor de la Universidad Columbia, ya que había sobrepasado con creces el nivel de matemáticas del instituto. Sin embargo, en su trabajo posterior ha explicado las dificultades que como físico ha tenido para comprender los trabajos matemáticos de Victor Batyrev que desarrolló un planteamiento matemático convencional y riguroso de aspectos previamente descubiertos por Greene. Así mismo, Greene explica que en el curso de su investigación sobre las transiciones blandas junto con David Morrison, un matemático de la Duke University, necesitó horas diarias de instrucción por parte de Morrison para comprender algunos de los aspectos matemáticos más complicados. Greene señala que a ese respecto existe una muy diferente cultura de trabajo en los métodos de físicos y matemáticos, que pueden hacer sus trabajos mutuamente incomprensibles en alto grado. 
En 1980, Brian Greene entró en Harvard para estudiar física, y tras licenciarse, fue a la universidad de Oxford en Inglaterra, como Becario Rhodes.
Greene es el autor del conocido libro El universo elegante en el cual habla del desarrollo de la física del siglo XX repasando desde la teoría de la relatividad y la mecánica cuántica hasta llegar a introducir los últimos desarrollos sobre la teoría de las cuerdas, que constituye el núcleo del libro.

## Trabajo
Brian Greene es junto con Ronen Plesser uno de los principales codescubridores de la llamada simetría de espejo de las formas de Calabi-Yau. De acuerdo con la conjetura de Dixon-Lerche-Vafa-Warner, formulada en el marco de la teoría de cuerdas, el número de familias de partículas está relacionado con el número de "agujeros", o equivalentemente, la estructura de los grupos de homología de una forma de Calabi-Yau. Más concretamente el número de familias depende del valor absoluto de la diferencia entre dos números de Hodge:

{\displaystyle {\mbox{número de familias}}=|h^{(2,1)}-h^{(1,1)}|\;}

Donde:
{\displaystyle h^{(2,1)}\,}, número de ciclos homológicos tridimensionales no triviales o "agujeros tridimensionales".
{\displaystyle h^{(1,1)}\,}, número de ciclos homológicos bidimensionales no triviales o "agujeros bidimensionales".
Greene y Plesser, mientras trabajaban en una técnica topológica para generar nuevas formas de Calabi-Yau, llamada plegado orbicular, descubrieron un procedimiento para construir nuevas formas de Calabi-Yau mediante identificación de puntos de otra forma de Calabi-Yau, de tal manera que los grupos de homología pares e impares de ambas formas aparecían intercambiados; las formas relacionadas por ese tipo de operaciones se dice que están relacionadas por una simetría de espejo.
El descubrimiento de la simetría de espejo, implicaba que formas topológicamente no equivalentes de Calabi-Yau, pero cuyos grupos de homología pares e impares están intercambiados conducen a teorías de cuerdas que predicen el mismo número de familias de partículas, de acuerdo con la conjetura de Dixon-Lerche-Vafa-Warner. Eso implicaba que algunos cálculos complicados podían realizarse en lugar de la forma de Calabi-Yau original, en otra relacionada con esta por la simetría espejo, donde los cálculos pueden ser notablemente más sencillos.

### Publicaciones
Brian Greene es autor de los siguientes libros:
- Brian R. Greene, The Hidden Reality: Parallel Universes and the Deep Laws of the Cosmos, 2011. [La realidad oculta: Universos paralelos y las profundas leyes del cosmos, Ed. Crítica, Drakontos, ISBN 03-0727-812-3, 2011.]
- Brian R. Greene, The Fabric of the Cosmos: Space, Time, and the Texture of Reality, 2005. [El tejido del cosmos, Ed. Crítica, Drakontos, ISBN 84-8432-737-X, 2006.]
- Brian R. Greene, The Elegant Universe: Superstrings, Hidden Dimensions, and the Quest for the Ultimate Theory, 1999. [El universo elegante, Ed. Crítica, Drakontos, ISBN 84-8432-781-7, 2006.]

También es coautor de los siguientes artículos científicos:
- R. Easther, B. R. Greene, M. G. Jackson and D. Kabat, "String windings in the early universe. JCAP {0502}, 009 (2005).
- R. Easther, B. Greene, W. Kinney, G. Shiu, "A Generic Estimate of Trans-Planckian Modifications to the Primordial Power Spectrum in Inflation". Phys. Rev. D66 (2002). 023518.
- R. Easther, B. Greene, W. Kinney, G. Shiu, "Inflation as a Probe of Short Distance Physics". Phys. Rev. D64 (2001) 103502.
- Brian R. Greene, "D-Brane Topology Changing Transitions". Nucl. Phys. B525 (1998) 284-296.
- Michael R. Douglas, Brian R. Greene, David R. Morrison, "Orbifold Resolution by D-Branes". Nucl.Phys. B506 (1997) 84-106.
- Brian R. Greene, David R. Morrison, Andrew Strominger, "Black Hole Condensation and the Unification of String Vacua". Nucl.Phys. B451 (1995) 109-120.
- P.S. Aspinwall, B.R. Greene, D.R. Morrison, "Calabi-Yau Moduli Space, Mirror Manifolds and Spacetime Topology Change in String Theory". Nucl.Phys. B416 (1994) 414-480.
- B.R.Greene and M.R.Plesser, "Duality in Calabi-Yau Moduli Space". Nucl. Phys. B338 (1990) 15.

## Curiosidades
- Apareció como él mismo, en el capítulo 20 de la cuarta temporada de la serie de televisión de comedia The Big Bang Theory llamado The Herb Garden Germination, en el que está haciendo una presentación de su más reciente libro The Hidden Reality y es objeto de burla por parte de Sheldon Cooper y Amy Farrah Fowler.
- Él y su libro El universo elegante son mencionados en la película Limitless, (Sin límites en Latinoamérica), en la escena de la cafetería donde Eddie conversa con su antigua novia Melissa sobre el NZT.
- Greene aparece en algunos de los vídeos musicales que componen la obra Symphony of Science de John Boswell: «The Poetry of Reality (An Anthem for Science)»,[2] «The Secret of the Stars»[3] y «The Nature of Sound».[4]